# التواطؤ مع قوى المحور خلال الحرب العالمية الثانية
ضمن الدول التي أحتلتها قوى المحور في الحرب العالمية الثانية، قام بعض المواطنين والمنظمات، بدافع القومية أو الكراهية العرقية أو معاداة الشيوعية أو معاداة السامية أو الانتهازية أو الدفاع عن النفس، أو في كثير من الأحيان إلى تعاون، عن قصد التعاون مع قوى المحور. ارتكب بعض هؤلاء المتعاونين جرائم حرب أو جرائم ضد الإنسانية أو فظائع في المحرقة.
تم تعريف التعاون على أنه التعاون بين عناصر سكان الدولة المهزومة وممثلي القوة المنتصرة. يقسم ستانلي هوفمان التعاون إلى إجباري (اعتراف متردد بالضرورة) وطوعي (استغلال الضرورة). وفقا لهوفمان، يمكن تقسيم التعاون إلى «ذليل» و «أيديولوجي»؛ السابق هو الخدمة المتعمدة للعدو، في حين أن الأخير هو الدعوة المتعمدة للتعاون مع قوة أجنبية والتي تعتبر بمثابة بطل للقيام بالتحولات المحلية المرغوبة. في المقابل، أستخدم بيرترام جوردون مصطلحي «متعاون» و«التعاونية»، على التوالي، في إشارة إلى التعاون غير الإيديولوجي والإيديولوجي.
تم تطبيق المصطلح «متعاون» [مِن قِبَل مَن؟]
```
للأشخاص أو المنظمات أو البلدان التي لم تكن تحت الاحتلال من قِبل دول المحور ولكنها كانت أيديولوجيًا أو ماليًا أو عسكريًا، قبل أو أثناء 
الحرب العالمية الثانية
، تدعم 
ألمانيا النازية
 أو 
إيطاليا الفاشية
 أو 
الحرب العالمية الثانية -
 
الإمبراطورية اليابانية
. 
[
بحاجة لمصدر
]
```

## التعاون حسب البلد

### ألبانيا
بعد الغزو الإيطالي لألبانيا، تم دمج الجيش الملكي الألباني والشرطة والدرك في القوات المسلحة الإيطالية في ألبانيا الإيطالية التي تم إنشاؤها حديثًا. كما تم تشكيل ميليشيا ألبانية فاشية وفي الجزء اليوغوسلافي من كوسوفو أنشأوا فولنتاري (أو الكوسوفيين) ميليشيا تطويعية من ألبان كوسوفو. شاركت العناصر الألبانية العرقية في القوات المسلحة الإيطالية في الغزو الإيطالي لليونان، وغزو المحور بقيادة ألمانيا ليوغوسلافيا. بعد استسلام إيطاليا، تدخل الألمان وأنشأوا المزيد من الوحدات التعاونية مثل أفواج متطوعي الشرطة والميليشيات الوطنية. في كوسوفو المرفقة، أنشأ الألمان فوج كوسوفو من قوات بالي كومبيتار. في أبريل 1943، أنشأ هاينريش هيملر فرقة فافن الجبلية الحادية والعشرون اس اس سكاندربغ (الألبانية الأولى) التي يديرها الألبان وألبان كوسوفو. بحلول يونيو 1944، أعتبرت قيمتها العسكرية ضد الثوار الألبان واليوغوسلافيين سيئة، بعد الاحتلال الألماني لألبانيا وإنشاء الدولة العميلة الألبانية، بحلول نوفمبر 1944 تم حلها. تم نقل الكادر الباقي، المعروف الآن باسم Kampfgruppe Skanderbeg، إلى فرقة المتطوعين الجبلية السابعة إس إس برينز يوجين حيث شاركوا بنجاح في أعمال ضد أنصار جوزيف بروز تيتو في ديسمبر 1944. كان شعار الفرقة نسرًا ألبانيًا أسود.

### أستراليا
تطوع ما لا يقل عن أربعة، وربما خمسة، من أسرى الحرب الأستراليين المحتجزين لدى الحلفاء في الفيلق البريطاني الحر (BFC)، وهي وحدة لفافن إس إس. ثلاثة من الرجال الأربعة الذين تُعرف هويتهم هم أعضاء في الكتيبة الثانية والثلاثون للقوة الإمبراطورية الأسترالية. في أعقاب الحرب، ادعى الجنود الثلاثة أنهم انضموا إلى الفيلق البريطاني كجزء من محاولات للهروب من الحجز الألماني. أدين أحد الجنود والبحارة بمساعدة العدو وسجنوا بعد الحرب، ولم يعاقب الجنديان الآخران.

### بلجيكا

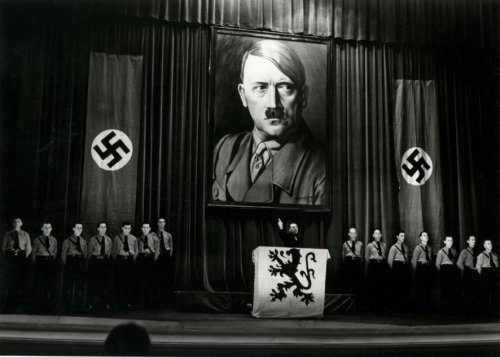
Vlaams Nationaal Verbond (VNV) يجتمع في غنت في 1941

تم غزو بلجيكا من قبل ألمانيا النازية في مايو 1940 وظلت تحت الاحتلال الألماني حتى نهاية عام 1944.
اتخذ التعاون السياسي أشكالاً منفصلة عبر فجوة اللغة البلجيكية. في فلاندرز الناطقة بالهولندية، أصبح حزب فلامز ناشيونال فيبوند (الاتحاد الفلمندي الوطني)، وهو حزب استبدادي وجزءًا من الحركة الفلمنكية قبل الحرب، جزءًا رئيسيًا من إستراتيجية الاحتلال الألمانية وتم ترقية سياسيي الحزب إلى مناصب في الإدارة المدنية البلجيكية.
على الرغم من نفي الحكومة البلجيكية قبل الحرب في عام 1940، فقد تم ترك الخدمة المدنية البلجيكية في مكانها طوال فترة الاحتلال. تم إنشاء لجنة الأمناء العامين، وهي لجنة إدارية من موظفي الخدمة المدنية، لتنسيق أنشطة الدولة، ورغم أنها كانت تهدف إلى أن تكون مؤسسة تكنوقراطية بحتة، فقد اتهمت بالمساعدة في تنفيذ سياسات الاحتلال الألمانية. كما اتُهمت الشرطة البلجيكية بالتعاون أثناء الاحتلال، وخاصة في الهولوكوست في بلجيكا.

### بورما
ساعد القوميين البورميين المعروفين باسم جيش استقلال بورما الغزاة اليابانيين، الذين كانوا يأملون في الاستقلال. تم تحويلهم لاحقًا إلى جيش بورما الوطني باعتباره القوات المسلحة لدولة بورما. كما تم تسليح مجموعات الأقليات من قبل اليابانيين.

### الصين

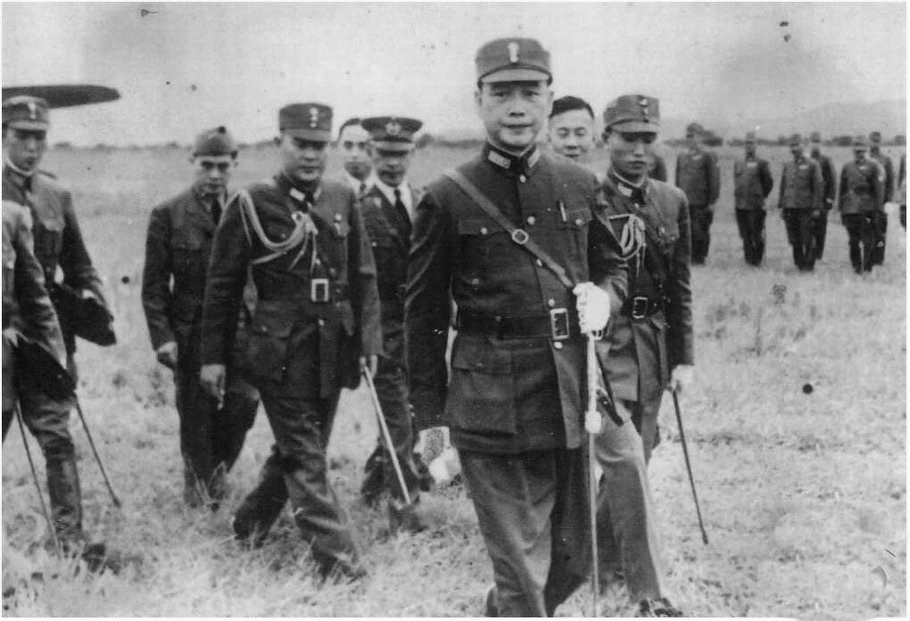
Wang Jingwei with officers of the Collaborationist Chinese Army

أنشأ اليابانيون عدة أنظمة تابعة في الأراضي الصينية المحتلة. أولها كان Manchukuo في عام 1932، يليه مجلس شرق Hebei للحكم الذاتي في عام 1935. تم تأسيس Mengjiang (Mengkukuo) في أواخر عام 1936. الحكومة التعاونية المؤقتة وانغ كيمن لجمهورية الصين تم تأسيسه في بكين عام 1937 عقب بدء العمليات العسكرية الشاملة بين الصين واليابان، وكان نظام تابع آخر هو الحكومة الإصلاحية لجمهورية الصين، التي أنشئت في نانجينغ في عام 1938. وحكومة وانغ جينغ وى التعاونية التي تأسست في عام 1940، «توحيد» هذه الأنظمة، رغم أنه في الواقع لم تتمتع حكومة وانغ ولا الحكومات الأخرى بأي استقلال ذاتي، على الرغم من أن جيش حكومة وانغ جينغوي كان مجهزًا من قبل اليابانيين بالطائرات والمدافع والدبابات والقوارب والغواصات الألمانية (المستخدمة على نطاق واسع بالفعل من قبل الجيش الوطني الثوري وهو الجيش «الرسمي» لجمهورية الصين).

### الدنمارك

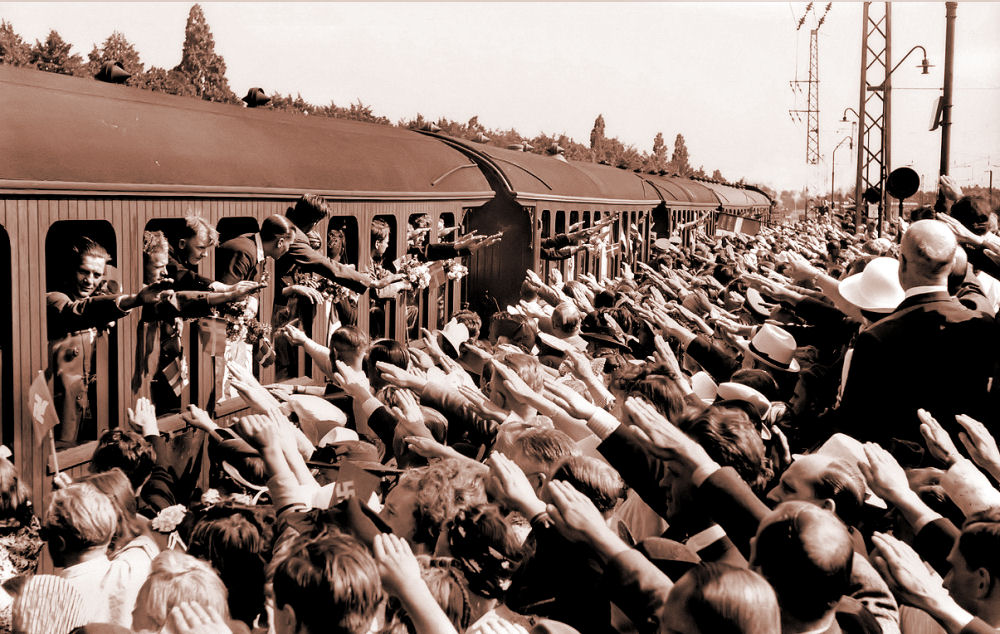
أعضاء فيلق الحرية الدنماركي يغادرون إلى الجبهة الشرقية من محطة هيليروب في كوبنهاغن

في الساعة 04:15 من يوم 9 أبريل 1940 (بالتوقيت الدنماركي)، عبرت القوات الألمانية الحدود إلى الدنمارك المحايدة، في انتهاك لمعاهدة عدم الاعتداء الألمانية الدانمركية الموقعة في العام السابق. بعد ساعتين استسلمت الحكومة الدنماركية، اعتقادا منها أن المقاومة كانت عديمة الفائدة واملت في التوصل إلى اتفاق مفيد مع ألمانيا. نتيجة للموقف التعاوني للسلطات الدنماركية، ادعى المسؤولون الألمان أنهم «سيحترمون السيادة الدنماركية وسلامة أراضيها، وكذلك الحياد». تميل السلطات الألمانية نحو شروط متساهلة مع الدنمارك لعدة أسباب مما سمح للدنمارك بعلاقة إيجابية مع ألمانيا النازية. ظلت الحكومة على حالها واستمر البرلمان في العمل كما كان من قبل، حيث حافظ على سيطرته على السياسة الداخلية. أيد الرأي العام الدنماركي عمومًا الحكومة الجديدة، خاصة بعد سقوط فرنسا في يونيو 1940.
قبل وأثناء وبعد الحرب، فرضت الدنمارك سياسة اللاجئين التقييدية وسلمت اللاجئين اليهود الذين تمكنوا من عبور الحدود إلى السلطات الألمانية. 21 حادثة من هذا النوع معروفة ومات 18 من الأشخاص الذين نُقلوا إلى الحجز الألماني في وقت لاحق في معسكرات الاعتقال، بما في ذلك امرأة وأطفالها الثلاثة. في عام 2005، اعتذر رئيس الوزراء أندرس فوغ راسموسن رسمياً عن هذه السياسات.
تم حظر مقالات الصحف والتقارير الإخبارية «التي قد تعرض العلاقات الألمانية الدانمركية للخطر». في أعقاب الهجوم الألماني على الاتحاد السوفيتي في 22 يونيو 1941، طالبت السلطات الألمانية بالقبض على الشيوعيين الدنماركيين. امتثلت الحكومة الدنماركية وأصدرت تعليمات للشرطة بالقبض على 339 شيوعياً باستخدام سجلات سرية. ومن بين هؤلاء، تم سجن 246 شخصًا، بمن فيهم الأعضاء الشيوعيون الثلاثة في البرلمان الدنماركي، في معسكر هورسر، في انتهاك للدستور الدنماركي. في 22 أغسطس 1941، أقر البرلمان الدنماركي القانون الشيوعي، وحظر القانون أنشطة الحزب الشيوعي والشيوعية، في انتهاك آخر للدستور الدنماركي. في عام 1943، تم نقل حوالي نصف الشيوعيين المسجونين إلى معسكر الاعتقال ستوتثوف، حيث توفي 22 منهم. في 25 نوفمبر 1941، انضمت الدنمارك إلى حلف مناهضة الكومنترن.

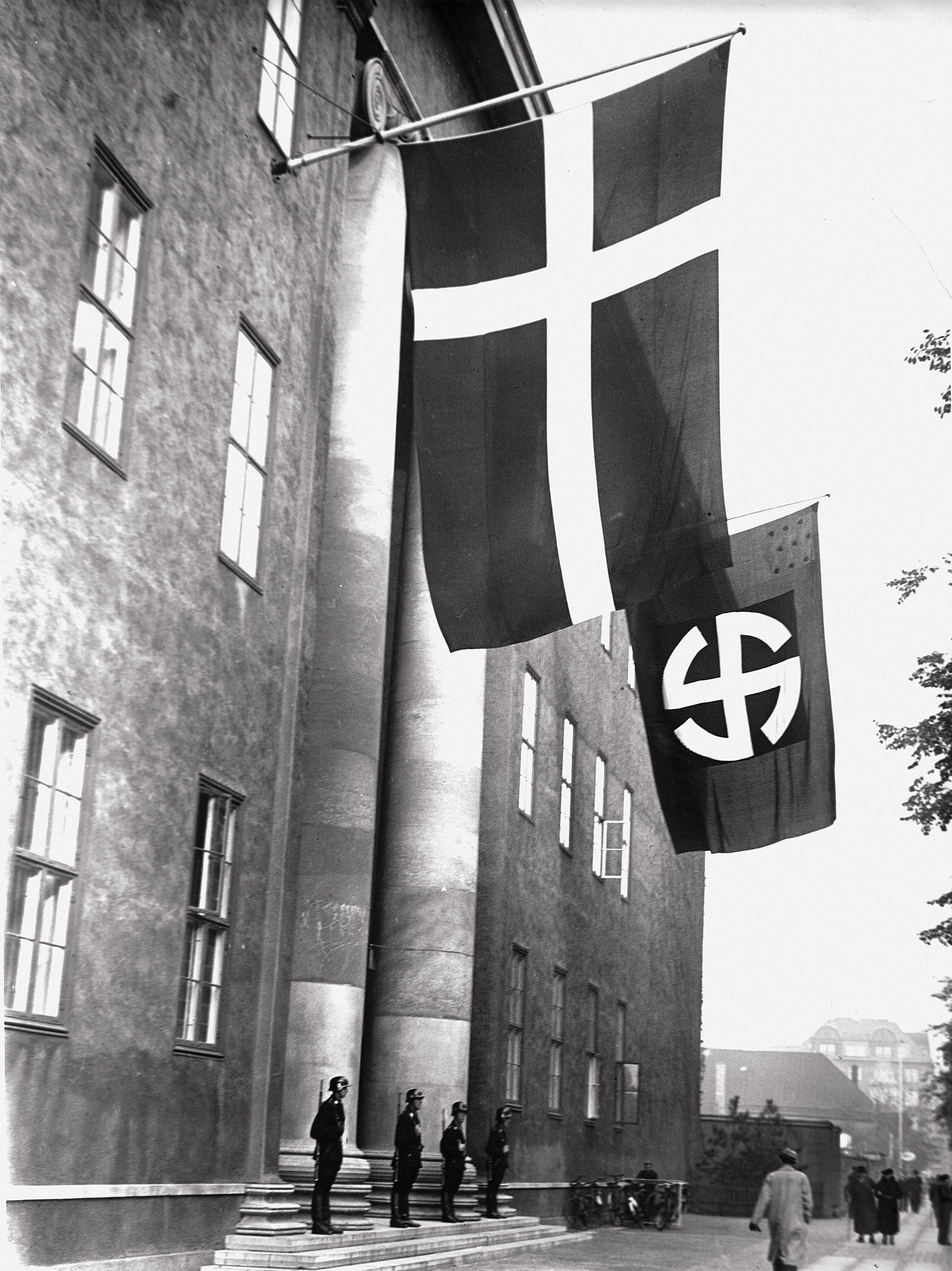
المقر الرئيسي لجيرمانك-إس إس في كوبنهاغن في عام 1943

في 29 يونيو 1941 تم تأسيس فيلق الدنمارك الحر للمتطوعين الدنماركيين للقتال ضد الاتحاد السوفيتي. تم إنشاء الفيلق بمبادرة من شوتزشتافل وحزب العمال الاشتراكيين الوطني في الدنمارك (DNSAP) الذي اتصل باللفتنانت كولونيل CP Kryssing من الجيش الدنماركي بعد وقت قصير من بدء غزو الاتحاد السوفياتي. وفقًا للقانون الدنماركي، لم يكن الانضمام إلى جيش أجنبي أمرًا غير قانوني، لكن التجنيد النشط على الأراضي الدنماركية كان غير قانوني. تجاهلت السلطات الألمانية هذا القانون وبدأت في التجنيد حيث تطوع في النهاية 12000 مواطن دنماركي للخدمة العسكرية الألمانية التي تمت الموافقة على 6000 منهم للخدمة.  بعد الحرب، أصبح غير قانوني بأثر رجعي الخدمة في الجيش الألماني وتم الحكم على العديد من الجنود العائدين بالسجن لفترات طويلة.
رأى العديد من المسؤولين الحكوميين أن توسيع التجارة مع ألمانيا أمر حيوي للحفاظ على النظام الاجتماعي في الدنمارك. وكان يخشى أن تؤدي زيادة البطالة والفقر إلى اضطرابات مدنية من شأنها أن تؤدي إلى قمع السلطات الألمانية. لم تشجع الحكومة الدنماركية والملك كريستيان العاشر التخريب وشجعوا على الإبلاغ عن حركة المقاومة، وهو نشاط حكم عليه بالإعدام بعد الحرب. كان هيكل نظام البطالة الدنماركي يعني أنه يمكن رفض إعانات البطالة إذا كانت الوظائف المتاحة في ألمانيا وقد اتبعت هذه الممارسة على نطاق واسع مما أدى في المتوسط إلى حوالي 20.000 دنماركي يعملون في المصانع الألمانية خلال سنوات الحرب الخمس.
في مقابل هذه التنازلات، رفض مجلس الوزراء الدنماركي المطالب الألمانية للتشريع الذي يميز ضد الأقلية اليهودية في الدنمارك. كذلك تم رفض مطالب فرض عقوبة الإعدام وكذلك المطالب الألمانية بالسماح للمحاكم العسكرية الألمانية بالاختصاص للمواطنين الدنماركيين ومطالب نقل وحدات الجيش الدنماركي إلى الاستخدام العسكري الألماني.

### هونج كونج البريطانية
كانت هونغ كونغ مستعمرة لتاج البريطاني قبل احتلالها على يد اليابانيين. خلال الحكم الياباني، تم تجنيد أعضاء سابقين في شرطة هونغ كونغ بما في ذلك الهنود والصينيين في قوة شرطة تدعى كيمبيتاي بزي جديد.

### الهند

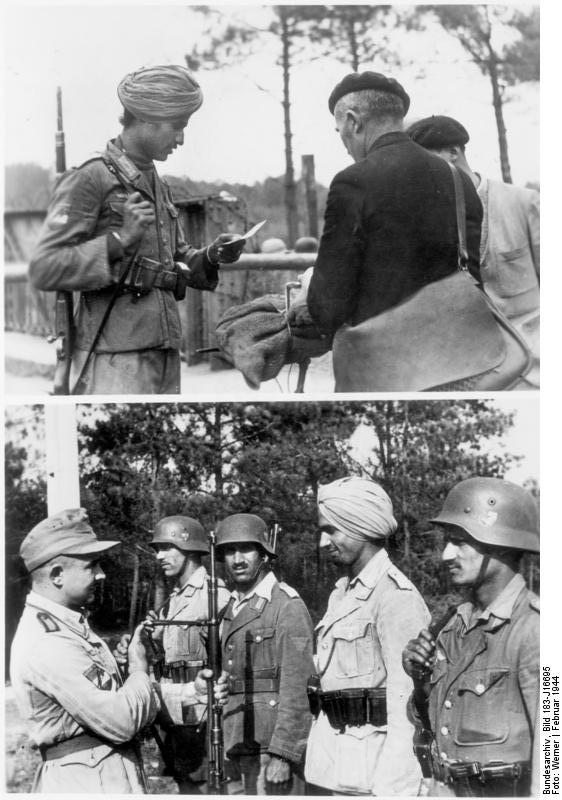
قوات الفيلق تحرر إنديان، فرنسا، فبراير 1944.

تم إنشاء الفيلق الهندي، أو Indische Freiwilligen Infanterie Regent 950 (المعروف أيضًا باسم Indische Freiwilligen-Legion der Waffen-SS) في أغسطس 1942، بشكل رئيسي من الجنود الهنود الساخطين في الجيش الهندي البريطاني، أسرهم المحور في شمال إفريقيا. كان الكثير من المتطوعين الهنود الذين تحولوا إلى القتال مع الجيش الألماني ضد البريطانيين، إن لم يكن معظمهم، من المؤيدين بشدة للقوميين المنفيين المناهضين لبريطانيا والرئيس السابق للمؤتمر الوطني الهندي نتاجي (القائد) سوبهاس تشاندرا بوس. شكل الجيش الإيطالي الملكي وحدة مماثلة من أسرى الحرب الهنود، باتاغليون آزاد هندستان. كانت دولة ذات سيادة تتمتع بالحكم الذاتي مدعومة من اليابان - معارضي حكومة آزاد هند - تأسست أيضًا مع الجيش الوطني الهندي كقوة عسكرية. (انظر أيضا النمر الفيلق.)

### أندونيسيا
من بين الإندونيسيين الذين حصلوا على تكريم إمبراطوري ياباني من هيروهيتو في نوفمبر 1943، سوكارنو ومحمد حتا. قام سوكارنو بتجنيد وتنظيم إندونيسيين روموشا بالسخرة. نجحوا على التوالي في أن يصبحوا الرئيس المؤسس لجمهورية إندونيسيا ونائب رئيس جمهورية إندونيسيا في أغسطس 1945.

### الاتحاد السوفياتي

#### 1939-1941

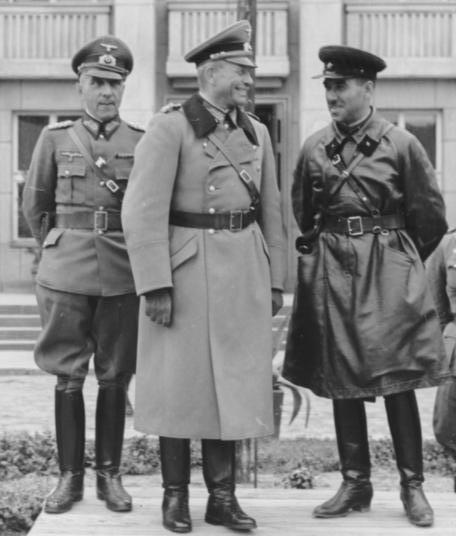
الفيرماخت والجيش الأحمر في بريست في نهاية غزو بولندا.

خلال الغزو الألماني لبولندا وأوروبا الغربية (1939-1941) قدم الاتحاد السوفيتي موقفًا وديًا تجاه ألمانيا من خلال اتفاق مولوتوف-ريبنتروب، وعدد من الاتفاقيات التجارية الألمانية السوفيتية وتعاون NKVD وغيستابو في قمع المقاومة على الأراضي المحتلة.